# Catedral del Arcángel Miguel (Moscú)

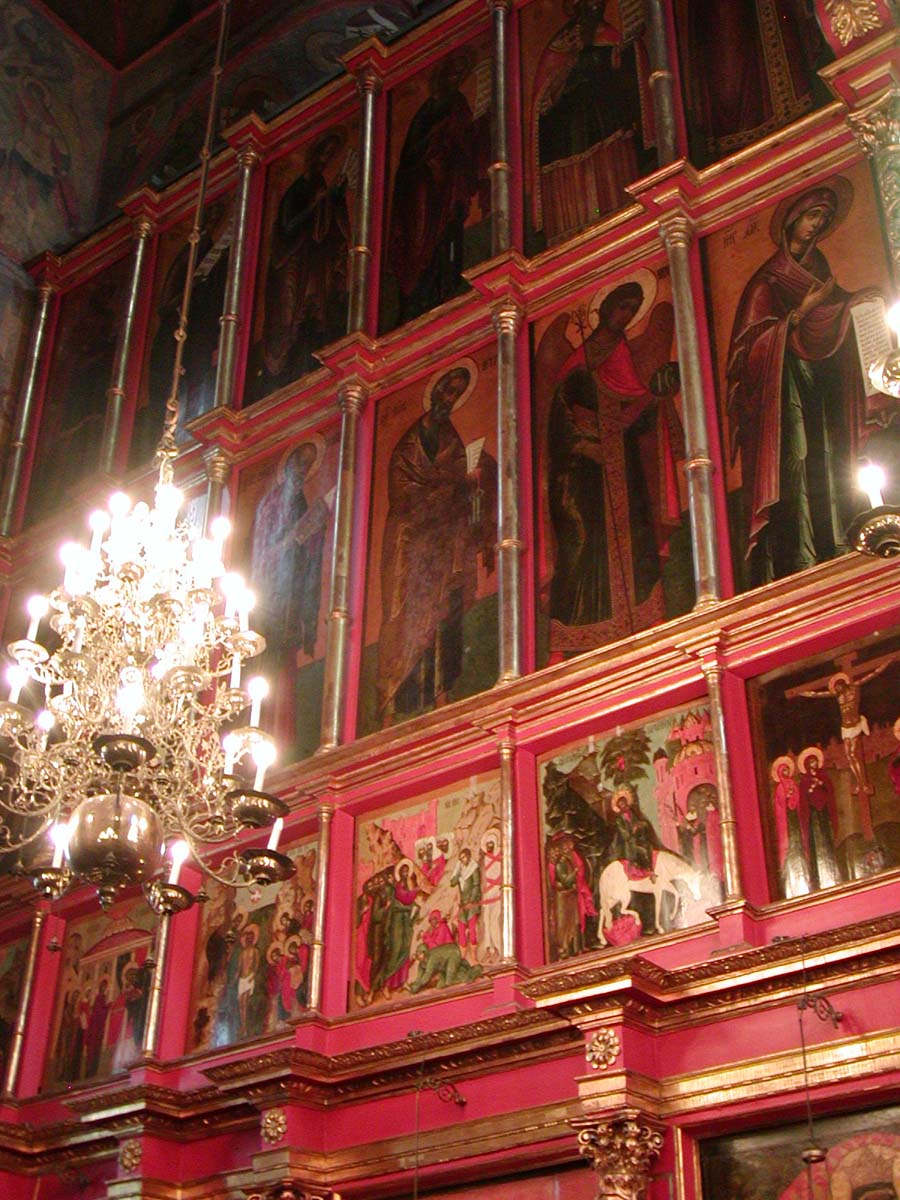
El interior está enteramente recubierto de iconos

La catedral del Arcángel (en ruso: Архангельский собор, o Arjánguelski sobor) es el nombre de una de las catedrales del recinto del Kremlin de Moscú, en la plaza de las Catedrales.
Fue construida entre 1505 y 1508, bajo la supervisión del arquitecto veneciano Aloisio Nuovo (en italiano, Aloisio Nuovo; en ruso, Aleviz Novy o Aleviz Fryazin) en el lugar de un antiguo templo, fundado en 1333.
Tiene frescos de los siglos XVI y XVII. Algunos son obra de Yákov de Kazán, Stepán de Riazán o Iósif Vladímirov. El trabajo de cantería de los muros tiene una clara influencia del Renacimiento italiano. Destaca una iconostasis de madera dorada de 13 metros de altura, decorada con iconos de los siglos XVII-XIX. Las lámparas son del siglo XVII.
En la catedral se celebraban las victorias del ejército ruso.

## Panteón de los zares de Rusia
Hasta el siglo XVII, fue el lugar de sepultura de los zares y grandes príncipes de Rusia. Hay 54 tumbas en la catedral y 46 lápidas de piedra decorada (1636-1637).
| Nombre                                       | Fechas    | Título                                             |
| -------------------------------------------- | --------- | -------------------------------------------------- |
| Iván I de Rusia Kalitá                       | 1288-1340 | Príncipe de Moscú y Gran Príncipe de Vladímir      |
| Simeón I de Rusia el Arrogante               | 1316-1353 | Príncipe de Moscú y Gran Príncipe de Vladímir      |
| Iván II de Rusia el Glorioso                 | 1326-1359 | Príncipe de Moscú y Gran Príncipe de Vladímir      |
| Demetrio I de Moscú del Don (Dmitri Donskói) | 1350-1389 | Gran Príncipe de Moscú y de Vladímir               |
| Basilio I de Rusia o Vasili I                | 1371-1425 | Gran Príncipe de Moscú y de Vladímir               |
| Basilio II de Rusia el Ciego (Vasili Tiomni) | 1415-1462 | Gran Príncipe de Moscú y de Vladímir               |
| Yuri de Zvenígorod                           | 1374-1434 | Gran Príncipe de Moscú                             |
| Iván III de Rusia el Grande                  | 1440-1505 | Gran Príncipe de Moscú y de Vladímir               |
| Basilio III de Rusia                         | 1479-1533 | Gran Príncipe de Moscú y de Vladímir               |
| Iván IV de Rusia el Terrible                 | 1530-1584 | Gran Príncipe de Moscú y de Vladímir, Zar de Rusia |
| Miguel I de Rusia                            | 1596-1645 | Zar de Rusia                                       |
| Alejo I de Rusia                             | 1629-1676 | Zar de Rusia                                       |
| Teodoro III de Rusia                         | 1661-1682 | Zar de Rusia                                       |
| Iván V de Rusia                              | 1666-1696 | Zar de Rusia                                       |
| Pedro II de Rusia                            | 1715-1730 | Emperador de Todas las Rusias                      |